# Parque nacional Namaqua
El parque nacional Namaqua es un parque nacional ubicado a unos 500 km al norte de Ciudad del Cabo y 22  km al noroeste de Kamieskroon en Sudáfrica. Posee una extensión de unos 700 km². El parque es parte de Namaqualand, una zona que abarca 55,000 km² ubicada en el bioma semidesértico Karoo suculento. Este bioma es un punto importante de biodiversidad con la mayor concentración de plantas suculentas del mundo. El parque también incluye una zona árida con plantas suculentas. El parque fue creado para proteger las flores. Durante la primavera, las flores salvajes florecen de forma espectacular. La principal atracción turística principal del parque es la abundante floración de coloridas flores salvajes.

## Geografía y clima
El parque nacional Namaqua está ubicado en la provincia Cabo del Norte, cerca de la frontera de Sudáfrica con Namibia. El parque está ubicado aproximadamente a 500 km al norte de Ciudad del Cabo y 22 km al noroeste de Kamieskroon. Fue oficialmente publicado en agosto de 1999. La Reserva Natural Skilpad, formada en 1993 para proteger la vida vegetal de Namaqualand, formó el núcleo del nuevo parque nacional con la adición de 500 km² de tierra para crear el parque. Desde entonces se han agregado 270 km² al parque y ahora tiene un área de más de 700 km². El parque es semidesértico, con veranos calurosos y secos e inviernos fríos con precipitaciones variables, generalmente escasas. La mayor parte de la precipitación ocurre entre mayo y agosto. La parte este del parque recibe más lluvia que la oeste.

## Biodiversidad
El parque se encuentra ubicado en Namaqualand, el cual se encuentra en el Karoo suculento. Namaqualand abarca 55,000 hectáreas, y se encuentra en el extremo noroeste de la provincia del Cabo Norte.

### Bioma
El parque forma parte del bioma semidesértico Karoo suculento, uno de los biomas más extraños del mundo. Este bioma es un importante punto de biodiversidad con la mayor biodiversidad y la mayor concentración de plantas suculentas de todas las regiones áridas del mundo. El bioma posee una superficie de 107,200 km², y se extiende a lo largo de las zonas de las costas occidentales de Sudáfrica y del sur de Namibia, and includes most of the Richtersveld. Existen más de 5,000 especies de plantas en este bioma, incluidas más de un tercio de todas las especies de suculentas del mundo. Aproximadamente el 40% de las especies de plantas del bioma son endémicas y el 18% se encuentran amenazadas. El bioma también aloja diversas especies de invertebrados y reptiles, algunas de las cuales son endémicas. La recolección ilegal de plantas, sobre pastoreo, y la minería amenazan a las especies endémicas. Solo un muy pequeño porcentaje de la zona del Karoo suculento se encuentra protegido formalmente, incluida la Reserva Natural Knersvlakte, la Comunidad de Conservación de  Richtersveld, y el Parque nacional Namaqua.

### Flora

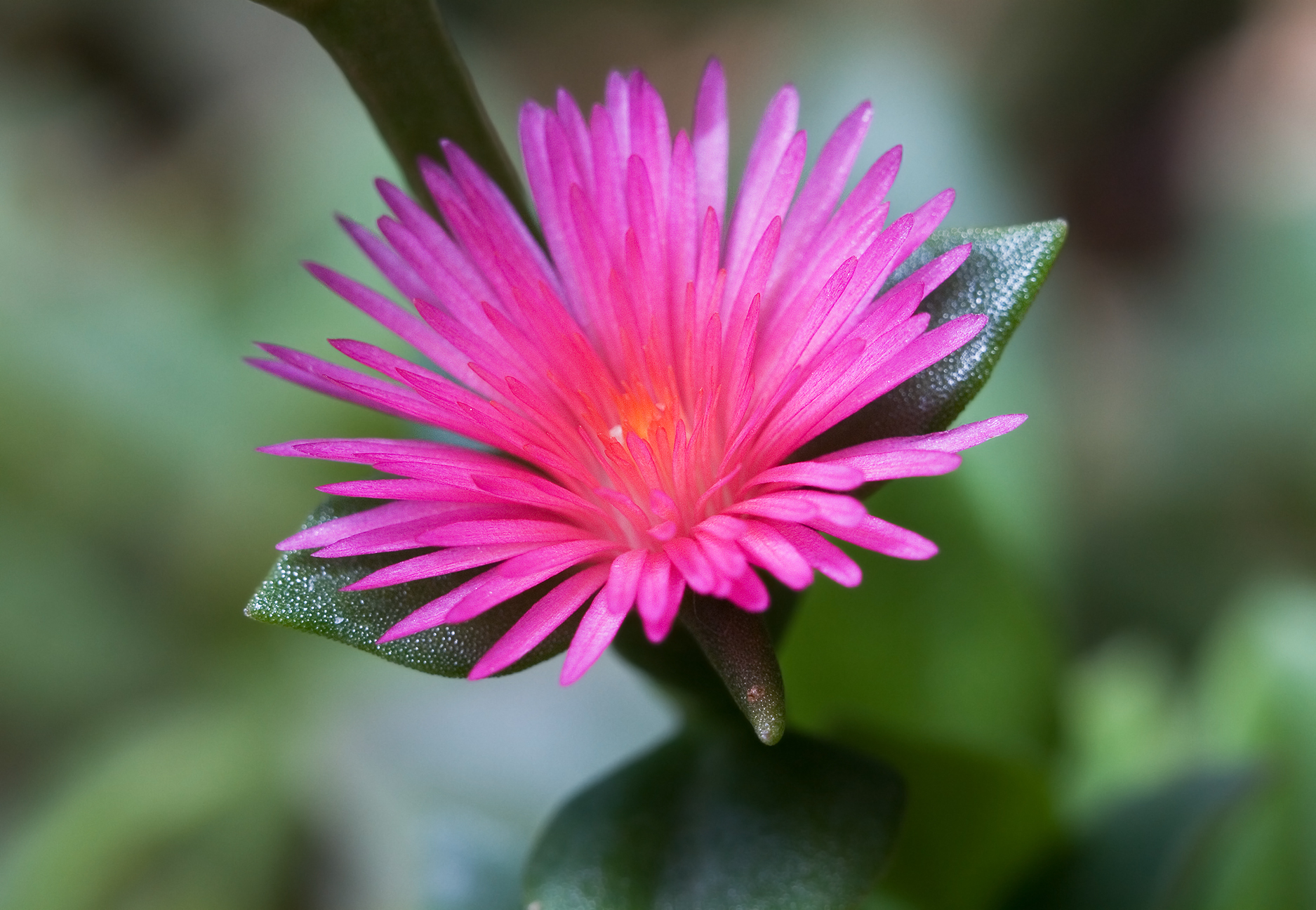
Flor de Aptenia, propia de Namaqua.

Durante la mayor parte del año, se puede ver muy poca flora, excepto arbustos resistentes en el paisaje árido de Namaqualand. Sin embargo, en agosto y septiembre, después de las lluvias del invierno, las flores silvestres florecen de manera espectacular en cientos de kilómetros cuadrados. Estas flores de muchos colores incluyen margaritas, lirios, áloes y hierbas perennes. Namaqualand es famosa en todo el mundo por la espectacular vista de sus flores silvestres de muchos colores durante la primavera. Cerca de 4,000 especies de plantas crecen en esta área, y Namaqualand tiene más de 1,000 tipos de flores que no crecen en ningún otro lugar del mundo. Tiene muchas especies de plantas suculentas, por ejemplo vygies que tienen flores atractivas. Las hojas regordetas de muchos tipos de suculentas retienen la humedad, y muchas de ellas crecen cerca del suelo y tienen una apariencia de piedra. Algunas especies de árboles aquí pueden almacenar agua en el ambiente seco, como el tronco gordo del Aloe dichotoma. Las floraciones dependen de la cantidad de lluvia que recibe el área. Las flores son sensibles a la luz solar y muchas solo se abrirán cuando haya un sol brillante. Las flores miran hacia el sol, y generalmente se abren completamente de aproximadamente 10 a. m. a 4 p. m. Los vientos calientes pueden hacer que las flores se marchiten rápidamente.

### Fauna
La tortuga manchada, la tortuga más pequeña del mundo, habita en el parque.
Las flores atraen un sinnúmero de insectos.
En el parque habitan 21 familias de arácnidos, incluidas 60 especies de arañas. Hottentotta arenaceus, es un escorpión color naranja claro que habita en el sector costero del parque. Se pueden encontrar ejemplares de Diaphorocellus biplagiata y Asemesthis affinis, esta última especie solo se encuentra también en Angola. También existen registros de Xysticus cribratus, la cual posee una amplia distribución global.

## Galería

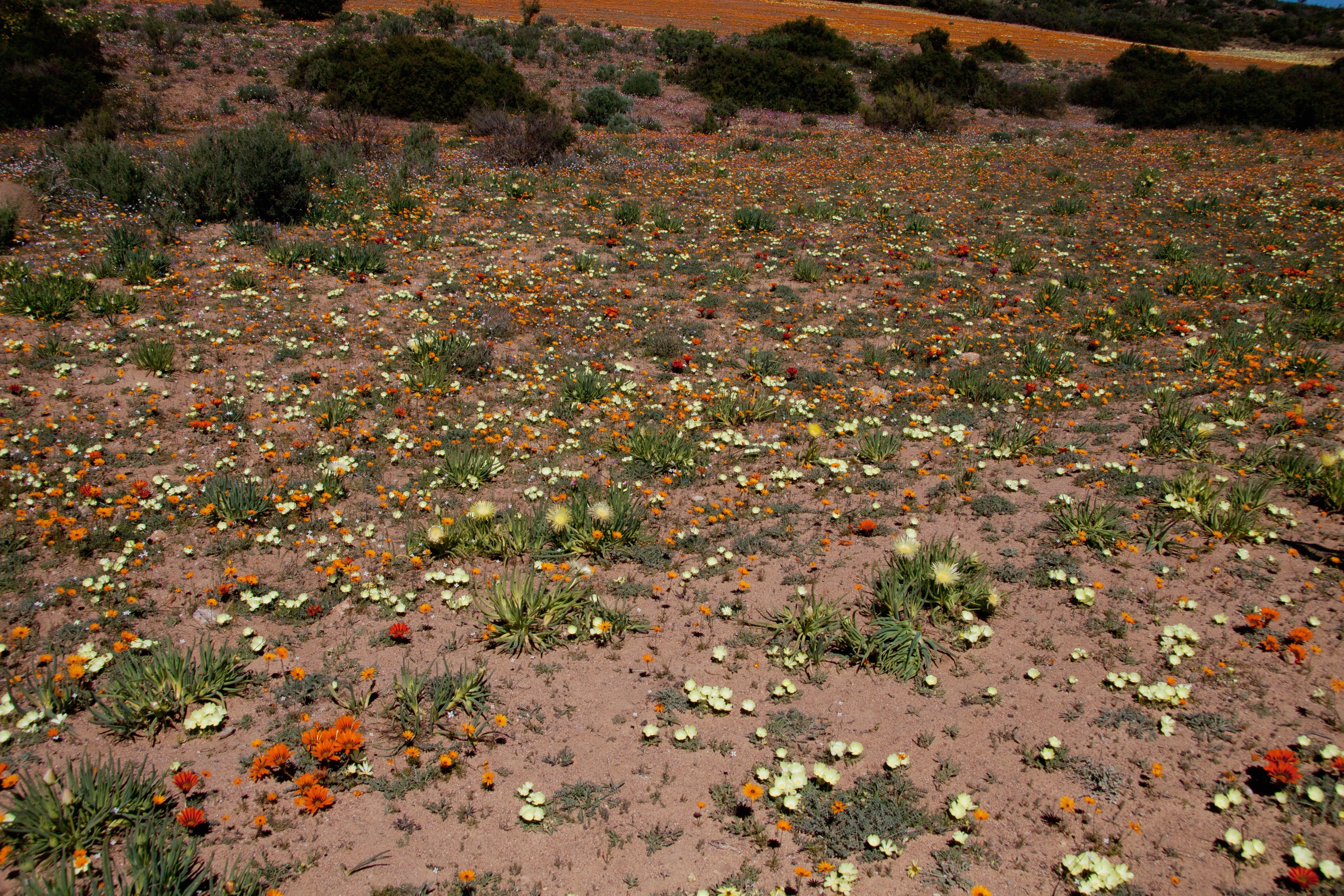
Flores en primavera en el parque
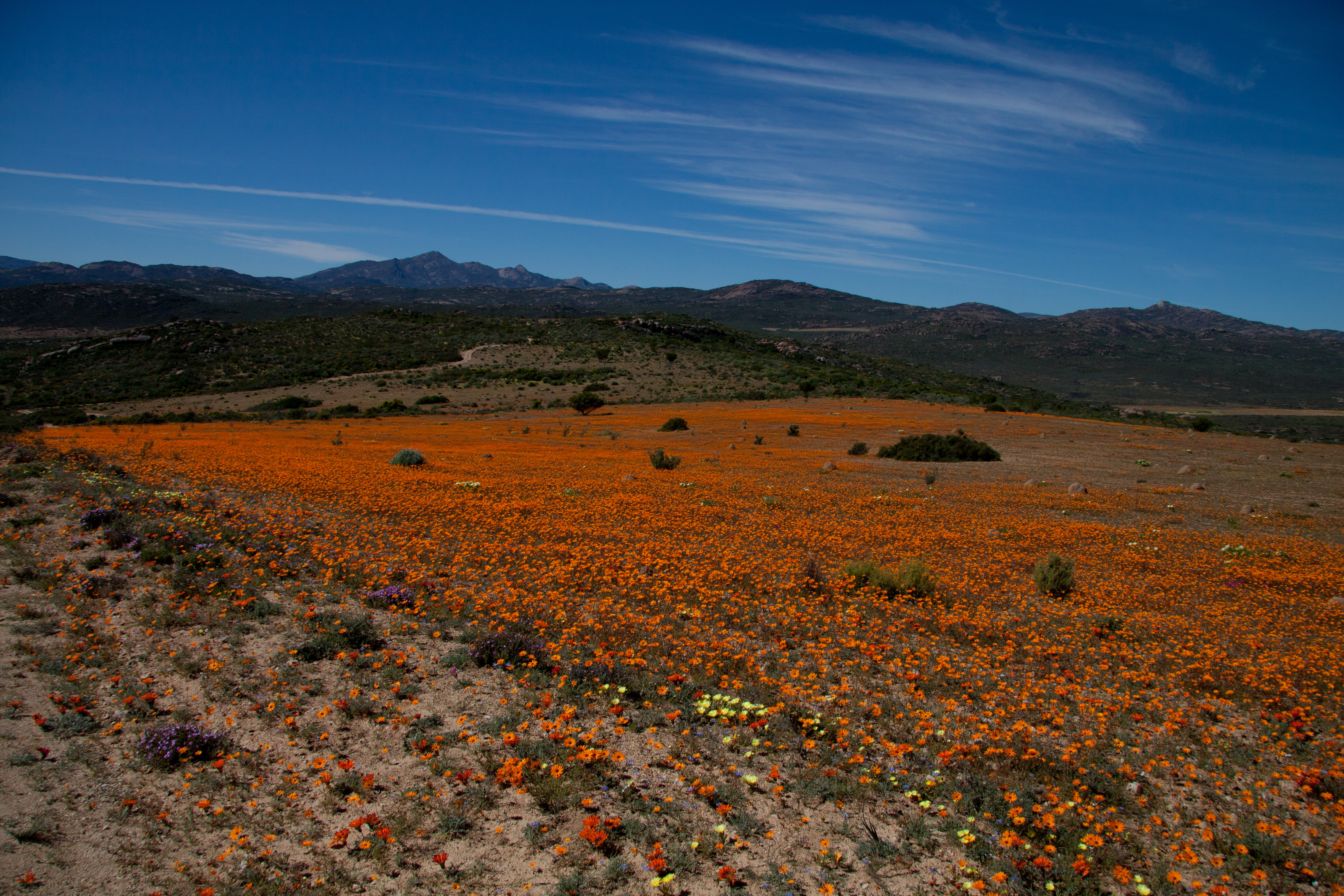
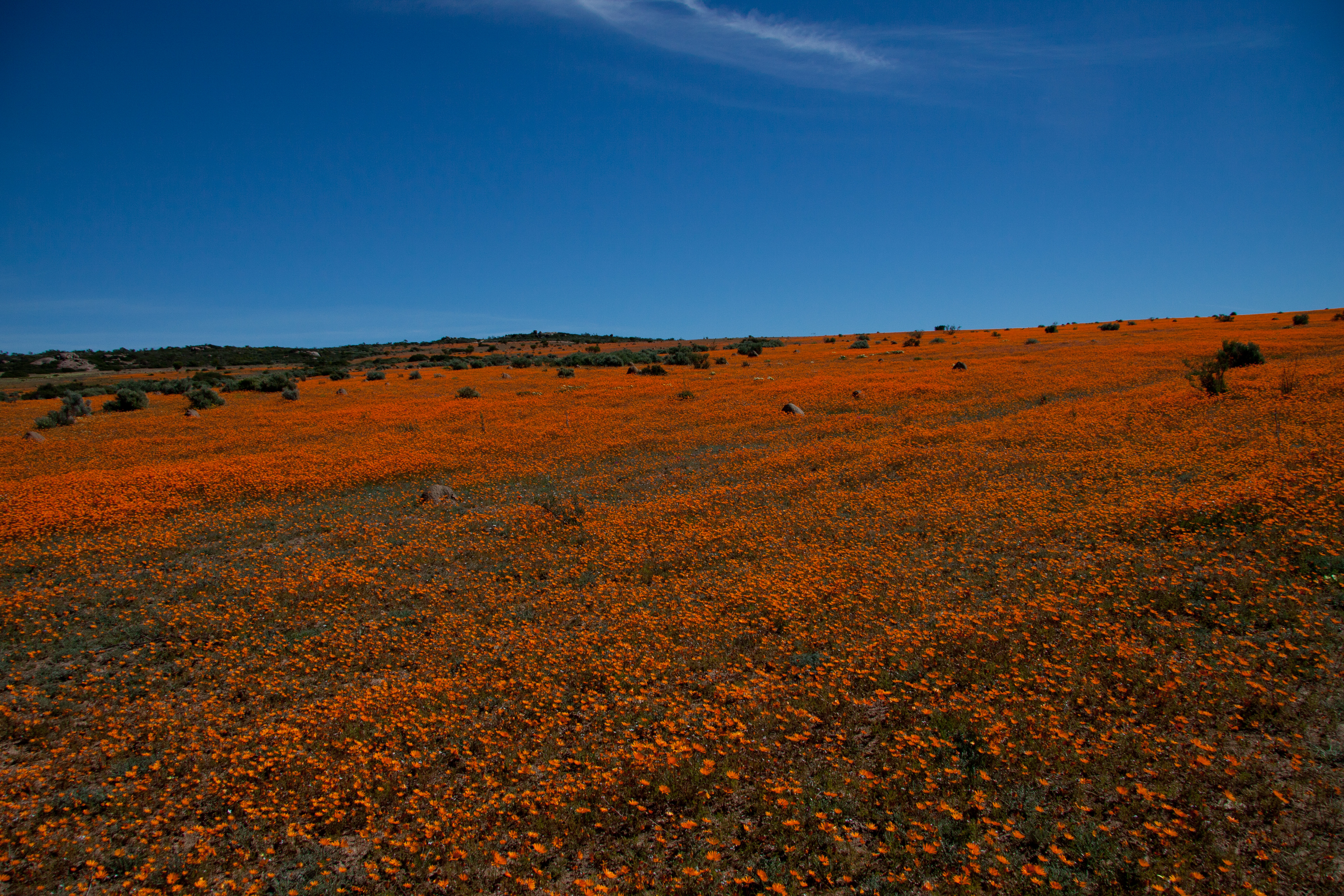